# Motion Painting No. 1
Motion Painting No. 1 is een Amerikaanse korte animatiefilm uit 1947. Kunstschilder Oskar Fischinger fotografeerde zes maanden lang iedere kwaststreek die hij aanbracht op een schilderij, toen hij klaar was maakte hij er een muzikale animatiefilm van met op de achtergrond J.S. Bach's Brandenburgse Concert Nr. 3. De film werd in 1997 opgenomen in de National Film Registry.